# Heinrich Oellrich
Heinrich August Georg Oellrich (* 24. April 1883 in Altendorfer Elbdeich; † 28. August 1965) war ein deutscher Windjammer-Kapitän der Hamburger Reederei F. Laeisz und Kap Hoornier.

## Fahrenszeit auf Segelschiffen
Kap-Horn-Umrundungen (34 mal)
- 1900–1901 Bark Kriemhild
- 1901–1902 Bark Antigone
- 1902–1903 Viermast-Bark Pisagua[1] unter Kpt. Nissen
- 1903–1904 Bark Louis Pasteur[2]
- 1906–1908 Viermast-Bark Pamir unter Kpt. Prützmann
- 1908–1909 Viermast-Bark Pangani[3] unter Kpt. Junge

Als Offizier:
- 1909–1910 Vollschiff Pera[4] unter Kpt. Hildebrandt
- 1910–1912 Vollschiff Pirna
- 1912–1914 Viermast-Bark Petschili[5] unter Kpt. Teschner

Als Kapitän:
- 1914–1920 Vollschiff Pinnas[6]; Mit Ausbruch des 1. Weltkriegs Internierung in Chile.
- 1920–1921 Viermast-Bark Peking;
nach Kriegsende führte Oellrich das Schiff von Caleta Coloso (Chile) nach London (6. Oktober 1920 – 21. Januar 1921). Am 10. Mai 1921 ging das Schiff als Reparation an Italien, wo man jedoch keine Verwendung für die Viermastbark hatte, so dass es F. Laeisz gelang, das Schiff zum 11. Januar 1923 für 8500 Pfund zurückzukaufen und unter Kapitän Albrecht erfolgte die Rückführung nach Cuxhaven.
- 1921–1922 Vollschiff Peiho[7]
- 1923–1925 Viermast-Bark Peking
- 1925–1926 Viermast-Bark Pamir
Oellrich übernahm im Dezember das Schiff von Kapitän Nissen, der in den Ruhestand ging. Am 20. Dezember verließ die Pamir zur nächsten Fahrt den Hamburger Hafen, am Silvesterabend geriet das Schiff im Ärmelkanal in einem schweren Sturm und erlitt schwere Schäden. Kapitän Oellrich musste am 7. Januar 1926 den Hafen Falmouth (Cornwall) anlaufen, um die Schäden reparieren zu lassen. Er selbst wurde bei dem Sturm von einer Sturzsee verletzt und kam in ein Krankenhaus. Kapitän Carl Martin Brockhöft wurde auf die Pamir beordert. Er führte die Reise fort, und auch die nächsten drei Reisen verliefen unter seinem Kommando ohne besondere Vorkommnisse.[8]

Nach dem Unfall wurde er borddienstunfähig und musste sich nach einer Land-Dienststellung umsehen. Bereits in der langen Fahrenszeit war er mit der Meteorologie eng vertraut und trat dann folgerichtig in den Dienst der Deutschen Seewarte in Hamburg, wo er als Beamter bis zum Regierungsrat aufstieg. Durch zahlreiche Beiträge in Publikationen wie Der Seewart und den Annalen der Hydrographie und maritimen Meteorologie machte er sich einen bleibenden Namen. Sie zählen noch heute zu den wichtigsten Quellen über die Großen Reisen deutscher Segelschiffe.
Als erfolgreicher Kapitän und Kap Hoornier hat er sich in der Internationalen Bruderschaft der Kaphoorniers als A.I.C.H. Albatros seit 1955 und in den späteren Jahren auch international engagiert.

## Sonstiges/Ehrungen
- 1955 als Albatros eingetreten in die Amicale, A.I.C.H. Mitgliedsnummer 62- A- 55.
- 1959 Cap Horniers-Medaille „Pour le Mérite“ erhalten.